# Списак спортских клубова у Оџацима
Ово је списак спортских клубова Оџака:
фудбалски клубови
- ФК „Текстилац“, Оџаци
- ОФК „Оџаци“, Оџаци

кошаркашки клубови
- КК „Оџаци“, Оџаци

одбојкашки клубови
- ОК „Око“, Оџаци

рукометнки клубови
- ЖРК „Оџаци“, Оџаци

карате клубови
- КК „Младост“, Оџаци

тениски клубови
- ТК „Оџаци“, Оџаци
- ТК „Слајс“, Оџаци
- ТК „Тенис тим Хипол“, Оџаци

стонотенисерски клубови
- СТК „Оџаци“, Оџаци

стрељачка дружина
- СД „7.јули“, Оџаци

шаховиски клубови
- ШК „Младост“, Оџаци

преферанс клубови
- ПРК „Клеопатра“, Оџаци

риболовачки клубови
- КСР „Караш“, Оџаци

коњички клубови
- КК „Ждралин“, Оџаци

борилачке вештине
- КЛУБ „Бразилске џиуџице Фамили“, Оџаци
- БВК „Еxтреме“, Оџаци
- БВК „Херкул“, Оџаци

стреличарски клубови 
- СК „Сагитаријус“, Оџаци